# Asha ten Broeke
Asha ten Broeke (Groningen, 1983) is een Nederlands wetenschapsjournalist, activist en schrijver van columns en boeken.
Ten Broeke studeerde psychologie en communicatiewetenschappen aan de Universiteit Twente. Ze heeft artikelen en columns geschreven voor onder andere KIJK, NWT Magazine, OneWorld, Opzij, Psychologie Magazine, Quest, Trouw, Viva,  de Volkskrant en Vrij Nederland. In 2011 debuteerde ze met het boek Het idee M/V, dat denkbeelden over man-vrouwverschillen behandelt. Belangrijke thema's van Ten Broeke zijn fatshaming, gender, seksisme en feminisme.
Ten Broeke gaf van 2014 tot en met 2017 cursussen bij de Stichting Cursussen Wetenschapscorrespondentie Ook gaf Ten Broeke lezingen en gastcolleges bij universiteiten en trad zij op als gesprekspartner op radio en tv, onder meer  bij Pauw & Witteman, De kennis van nu, Kunststof Radio en NPO Radio 1.

## Persoonlijk
Ten Broeke is autistisch. In 2014 kreeg Ten Broeke het syndroom van Sjögren.